# Hickam Air Force Base
Hickam Air Force Base (IATA-code: HNL, ICAO-code: PHNL) is een vliegbasis van de United States Air Force op het Amerikaans eiland Oahu van de Amerikaanse staat en eilandengroep Hawaï. Sinds 2010 is de basis onderdeel van de gecombineerde legerbasis Joint Base Pearl Harbor-Hickam, samen met de marinebasis Pearl Harbor van de United States Navy.
Hickam valt onder de jurisdictie van Pacific Air Forces (PACAF), die zijn hoofdkantoor op de basis heeft en is de thuisbasis van de 15th Wing (15 WG) en 67 partnereenheden, waaronder de Hawaii Air National Guard en de 154th Wing (154 WG) van de Hawaii Air National Guard. De 515th Air Mobility Operations Wing (515 AMOW) van het Air Mobility Command biedt ondersteuning bij tactisch en strategisch luchttransport binnen het gebied van de Stille Oceaan. Daarnaast ondersteunt Hickam honderdveertig andere veelal kleinere militaire eenheden en verleent het dienstverlening aan het commando United States Indo-Pacific Command (USINDOPACOM) van de Amerikaanse strijdkrachten.
De 15th Wing is samengesteld uit vier groepen, elk met specifieke functies. De 15th Operations Group (15 OG) controleert alle vlieg- en vliegveldoperaties, en omvat ook het 535th Airlift Squadron (C-17 Globemaster III), 65th Airlift Squadron (C-37B) en de 19th Fighter Squadron (F-22 Raptor). De 15th Maintenance Group (15 MXG) voert onderhoud uit aan vliegtuigen en grondmaterieel van vliegtuigen. De 15th Mission Support Group (15 MSG) heeft een breed scala aan verantwoordelijkheden, maar enkele van haar functies zijn Beveiliging, Civiele Techniek, Communicatie, Personeelsbeheer, Logistiek, Diensten en Contractondersteuning. De 15e Medische Groep (15 MDG) biedt medische en tandheelkundige zorg.
De Hickam Air Force Base deelt vier landingsbanen en twee waterbanen met de Honolulu International Airport, officieel de Daniel K. Inouye International Airport, en heeft dus ook dezelfde IATA- en ICAO-codes.

## Geschiedenis
In 1934 zag het Army Air Corps de noodzaak in van een ander vliegveld in Hawaï toen Luke Field op Ford Island te overbelast raakte. Een terrein van negen km² land en visvijvers grenzend aan John Rodgers Airport werden door het Ministerie van Oorlog gekocht van plaatselijke landeigenaars voor net iets meer dan een miljoen dollar. Het was tot die datum het grootste militaire bouwproject in vredestijd in de Verenigde Staten en de uitbouw van de vliegbasis ging door tot 1941.
Het Quartermaster Corps kreeg de taak om een modern vliegveld te bouwen op het terrein bezaaid met verwarde algaroba struikgewas en suikerrietvelden naast Pearl Harbor. Planning, ontwerp en toezicht op de bouw werden allemaal uitgevoerd door Capt. Howard B. Nurse van de QMC. De site bestond uit oud, opgekomen koraalrif bedekt met een dunne laag grond, met het Pearl Harbor-ingangskanaal en het marinereservaat dat de westelijke en noordelijke grenzen markeerde, John Rodgers Airport (tegenwoordig HNL) in het oosten en Fort Kamehameha in het zuiden. Hickam Field werd officiel in dienst genomen op 15 september 1938. Hickam Air Force Base werd genoemd ter ere van luchtvaartpionier luitenant-kolonel Horace Meek Hickam.
Begin 1939 begon de bouw van de hoofdkazerne, een enkel gebouw van drie verdiepingen met negen vleugels om 3.200 mannen te huisvesten. Het personeel begon in januari 1940 naar de kazerne te verhuizen en tegen de voltooiing op 30 september 1940 was het volledig bezet en het grootste bouwwerk van welke aard dan ook op een Amerikaanse militaire basis. Het omvatte kapperszaken, een 24-uurs medische apotheek, een wasserette, een postwisselkantoor, meerdere dagkamers voor de squadrons en een enorme gezamenlijke eetzaal in het midden, en werd daarom het "Hickam Hotel" genoemd.
Op 14 mei 1941 werden 21 B-17 Flying Fortress bommenwerpers overgevlogen van de vliegbasis Hamilton Field in Californië. De nieuwe basis leedt zware menselijke en materiële schade op 7 december 1941 bij de aanval op Pearl Harbor van de Japanse Keizerlijke Marine. Tijdens de Tweede Wereldoorlog werd de basis een belangrijk centrum voor het opleiden van piloten en het assembleren van vliegtuigen. Het diende ook als het knooppunt van het luchtnetwerk in de Stille Oceaan, ter ondersteuning van voorbijgaande vliegtuigen die troepen en voorraden vervoerden naar - en evacueerden uit - de vooruitgeschoven gebieden - een rol die het zou hernemen tijdens de oorlogen in Korea en Vietnam en het de officiële bijnaam "America's Bridge Across the Pacific" opleverde.
Na de Tweede Wereldoorlog bestond de luchtmacht in Hawaï voornamelijk uit het Air Transport Command en zijn opvolger, de Military Air Transport Service (MATS), tot 1 juli 1957 toen het hoofdkwartier van de luchtmacht van het Verre Oosten zijn verhuizing van Japan naar Hawaï voltooide en werd omgedoopt tot de Pacific Air Forces (PACAF). De 15th Air Base Wing, gasteenheid op Hickam AFB, ondersteunde de Apollo-astronauten in de jaren 1960 en 1970; Operatie Homecoming (terugkeer van krijgsgevangenen uit Vietnam) in 1973; Operatie Babylift / New Life (verplaatsing van bijna 94.000 wezen, vluchtelingen en evacués uit Zuidoost-Azië) in 1975; en NASA's Space Shuttle-vluchten in de jaren 1980 en 1990.
Hickam is de thuisbasis van het 65th Airlift Squadron, dat hoge militaire leiders over de hele wereld vervoert in kleine zakenjets. Medio 2003 werd de 15th Air Base Wing (15 ABW) omgebouwd tot de 15th Airlift Wing (15 AW) terwijl het zich voorbereidde op de conversie naar de Boeing C-17 Globemaster III waarvan de eerste op Hickam gebaseerde C-17 arriveerde in februari 2006.
Op 16 september 1985 wees de Amerikaanse minister van Binnenlandse Zaken Hickam AFB aan als National Historic Landmark, als erkenning voor zijn sleutelrol in de Pacifische campagne tijdens de Tweede Wereldoorlog.